# امنیت

پناهندگانی که از جنگ و ناامنی در عراق و سوریه فرار کرده و با پشتیبانی داوطلبان اسپانیایی به جزیره لسبوس ورسیدند(۲۰۱۵)

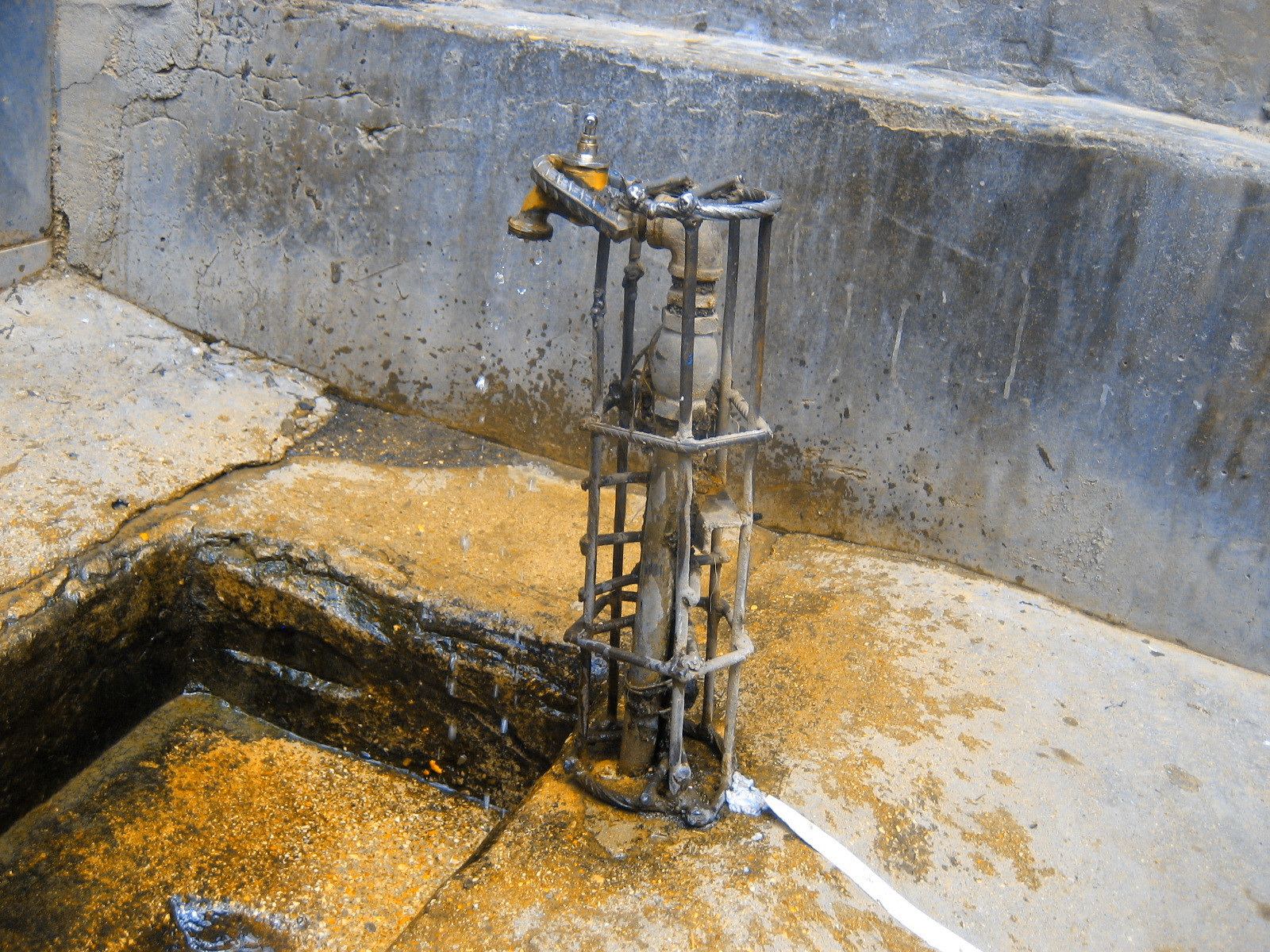
نصب حفاظ برای یک شیر آب در محو طه یک ترمینال به منظور جلوگیری از سرقت.

اَمنیَّت دوری از هرگونه تهدید و نیز آمادگی برای رویارویی با خطرات است،مفهوم امنیت نسبی و دارای شدت و ضعف است،به این معنا که در برخی موقعیت ها(زمان و مکان های مختلف)در ذهن افراد ارتقا یا کاهش میابد. امنیت از ضروری‌ترین نیازهای یک جامعه است.
امنیت در گفتمان سلبی۱۰۰ بر نبود خطر و تهدیدات استوار است؛ ولی امنیت در گفتمان ایجابی به تأمین و تضمین آسایش و آسودگی نظر دارد.
مفهوم‌های مرتبط با امنیت در فارسی کلاسیک با واژه‌های زِنهار و زینهاری ادا می‌شد.
مفهوم امنیت از یک سو بسیط است بدین معنا که هر انسانی امنیت یا ناامنی را درک می‌کند؛ ولی از سوی دیگر پیچیده‌است و تعاریف متعدد و متنوعی از آن ارائه می‌شود. برای درک بهتر مفهوم امنیت، در مطالعات امنیتی تلاش می‌شود که این مفهوم را به اجزاء کوچکتر و قابل درک تری بشکنند. من جمله؛ تجزیهٔ مفهوم امنیت به ارکان آن. ارکان امنیت عبارتند از: مرجع امنیت، تهدید امنیت، تولید کنندهٔ امنیت، ابزار و روش تولید امنیت و بالاخره غایت امنیت. مهم‌ترین رکن امنیت مرجع امنیت است. مرجع امنیت ناظر بر این سؤال اساسی است: که امنیت چه کسی؟ یا چه چیزی؟
قسمت دیگری از شکستن مفهوم امنیت، برای درک بهتر مفهوم امنیت شکستن این مفهوم به سطوح امنیت است. این سطوح عبارتند از امنیت جهانی، امنیت بین‌المللی، امنیت منطقه ای، امنیت ملی، امنیت داخلی و خارجی، امنیت عمومی، امنیت اجتماعی و بالاخره امنیت فردی.
ابعاد امنیت نیز تلاشی برای فهم بهتر مفهوم امنیت است. این ابعاد امروزه شامل: نظامی، سیاسی، اقتصادی، فرهنگی- اجتماعی و بالاخره زیست‌محیطی است.

## گونه‌ها
امنیت را بسته به زمینهٔ کاربرد می‌توان به چند گروه تقسیم نمود:
- امنیت فردی: مرجع امنیت در امنیت فردی حق حیات، آزادی (محل زندگی، اعتقادات، شغل)، حق تأمین نیازهای ضروری، حق مالکیت و حفظ کرامت انسانی است. امنیت فردی بسیار به امنیت عمومی نزدیک است. تمایز امنیت فردی و عمومی را می‌توان در عامل تهدید آن را دریافت. امنیت فردی اغلب از طریق دولت‌ها نقض می‌شود در حالی که امنیت عمومی بیشتر از جانب سایر شهروندان آسیب می‌بیند.
- امنیت عمومی: مرجع امنیت عمومی، جان، مال، آبرو و ناموس شهروندان به اعتبار شهروند بودنشان است. هر گاه جرم یا جنایتی علیه هریک از این ارزش‌های شهروندان اتفاق بیافتد امنیت عمومی آسیب دیده‌است. خواه این جرم از سوی سایر شهروندان باشد یا از سوی دولت اتفاق افتاده باشد. آسیبی که از سوی معارضین حکومت علیه کارگزاران حکومت وارد می‌شود، مانند ترور و … به این جهت که به اعتبار شهروند بودنشان نیست؛ از حوزهٔ امنیت عمومی خارج است و در چارچوب امنیت داخلی تعریف می‌شود.
- امنیت خانواده: به تفکرات و اقداماتی که اعضای یک خانواده در جهت حفظ آرامش روحی و سلامت جسمی خود در برابر مهاجمین اعم از مخاطراتی که به سبب حیوانات یا توسط انسان‌ها انجام می‌شود گفته می‌شود.[۱] یکی از راه های افزایش امنیت خانواده در فضای مدرن شهری، استفاده از قفل هوشمند درب است.
- امنیت اجتماعی: مرجع امنیت اجتماعی، گروه اجتماعی است. گروه اجتماعی دو عنصر اساسی دارد که عبارتند از جمعیت گروه و هویت گروه. هر گاه تهدیدی علیه هریک از این دو عنصر اساسی که مقوم گروه اجتماعی هستند روی دهد امنیت اجتماعی به خطر افتاده‌است. نسل‌کشی، کوچ اجباری، سیاست‌هایی که نتایج آن کاهش یا متفرق شدن جمعیت یک گروه است؛ تهدیداتی هستند که جمعیت گروه را تهدید می‌کند. از سوی دیگر هر اقدامی که باعث شود فرهنگ، آداب و سنن و ارزش‌های گروه که هویت گروه را شکل می‌دهند آسیب ببیند تهدیدی علیه هویت گروه محسوب می‌شود. مانند ممنوعیت استفاده از زبان یا لباس بومی و امثال آن. موضوع امنیت اجتماعی اغلب گروه‌های مذهبی یا قومی هستند. اگر چه گروه‌های صنفی را نیز می‌توان موضوع امنیت اجتماعی قلمداد کرد؛ ولی احزاب سیاسی کاملاً از حوزهٔ امنیت اجتماعی خارج هستند و بیشتر موضوع بعد سیاسی امنیت ملی یا امنیت داخلی هستند.
- امنیت داخلی: به نظر می‌رسد امنیت داخلی بیش‌تر بر اساس یک تقسیم‌بندی جغرافیایی تعریف می‌شود. به گفتهٔ باری بوزان امنیت داخلی بر اساس معیار جغرافیایی، در نقطه مقابل امنیت خارجی تعریف شده‌است و بر این مبنا همهٔ موضوعاتی را که در قلمرو ملی قرار دارند شامل می‌شود. امنیت داخلی و خارجی را سطوحی از امنیت ملی نیز می‌دانند. با این نگاه درحالی‌که امنیت خارجی معطوف به تهدیدهای ناشی از کشورهای رقیب یا دشمن است؛ امنیت داخلی مربوط به براندازی و چالش از جانب گروه‌هایی است که اقتدار دولت را نپذیرفته‌اند. در امنیت‌داخلی، آسیب‌پذیری‌ها ناشی از نقاط ضعف مزمنی است که ساختار، امکانات و توانایی‌های موجود قادر به پاسخ‌گویی به آن‌ها نباشد. در تعریف امنیت داخلی دو رویکرد انفعالی و ایجابی قابل تمیز است با رویکرد اول، ولفرز و کسانی که مثل او می‌اندیشند امنیت داخلی را نبود اجبار، نبود خطر خارجی، رفع نیازمندی‌های خارجی یا ترکیبی از آن‌ها می‌دانند که تحصیل آن رسالت دولت می‌باشد. اما رویکرد دوم که به صاحب‌نظرانی چون رابرت ماندل منتسب است امنیت داخلی را به احساس رضایت و اطمینان خاطر تعریف می‌کند. درنتیجه بی‌تردید امنیت‌داخلی بخشی از امنیت ملی است که کم‌وبیش با موجودیت‌های داخلی سروکار دارد و عمدتاً در بر گیرندهٔ امنیت حاکمیت است. مرجع امنیت داخلی اغلب حکومت، یا به تعبیر دقیق‌تر هستهٔ مرکزی حاکمیت تلقی می‌شود. پلیس و نهادهای اطلاعاتی در تأمین امنیت داخلی نقش کلیدی دارند. گرچه نمی‌توان کارکرد ارتش، در شرایط بحرانی، که تهدید امنیت داخلی ریشه‌های خارجی دارد را نادیده گرفت. ارتش می‌تواند کارکرد منفی نیز داشته‌باشد، به‌ویژه در کشورهای غیردموکراتیک که با دفاع از حاکمیت ممکن است مرزهای امنیت فردی و امنیت اجتماعی را نیز درنوردد. ایفای چنین نقشی می‌تواند علیه امنیت ملی و به تبع آن امنیت داخلی ارزیابی شود. این کارکرد منفی از طرف پلیس و نهادهای اطلاعاتی نیز دور از ذهن نیست.
- امنیت ملی: حالتی است که ملتی فارغ از تهدید از دست دادن تمام یا بخشی از جمعیت، دارایی، یا خاک خود به سر برد. امروزه، کمابیش در همهٔ کشورها نوعی پلیس سیاسی یا امنیتی وجود دارد که مقصود از آن بنا بر فرض، جلوگیری از نفوذ عوامل محرک و ویرانگر و جاسوس به داخل کشور و سرکوبی کسانی که از راه‌های غیرقانونی تهدیدکننده نظم سیاسی موجود به‌شمار می‌آیند. هرچه نظامی تمامیت‌خواه‌تر باشد قدرت پلیس سیاسی و شدت و خشونت آن در آن نظام بیشتر است. این گونه نظام‌های سیاسی که مجالی برای مخالفت علنی و قانونی نمی‌گذارند، مخالفان یا دشمنان خود را همواره به نام «دشمنان امنیت ملی» یا نام‌های دیگر سرکوب می‌کنند.[۱]
- امنیت منطقه‌ای: هنگامی که یک کشور اطراف کشور دیگری را مورد حمله و تهاجم قرار می‌دهد در این صورت امنیت منطقه‌ای آن کشور به هم خورده‌است.[۱]
- امنیت بین‌الملل: حالتی است که در آن قدرت‌ها در حالت تعادل و بدون دست‌یازی به قلمرو یکدیگر به سر برند و وضع موجود در خطر نیفتد. هرگاه یکی از قدرت‌ها از محدودهٔ خود پا فراتر گذارد، از لحاظ قدرت (و یا قدرت‌های) مخالف، امنیت بین‌المللی «در خطر افتاده‌است».[۱]
- امنیت سایبری: با ظهور فضای (دنیای) سایبری، کاربران یا همان شهروندان سایبری نیاز به احساس امنیت در فضای سایبری برای انجام امور خود دارند که این امنیت ابتدا با افزایش سطح آگاهی و دانش خود کاربران و سپس با کمک شرکت‌های امنیتی و مراجع قانونی و پلیس‌های سایبری فراهم می‌شود.[نیازمند منبع]به ترتیب اهمیت به گونه زیر می باشد:
- امنیت نظامی
- امنیت اقتصادی
- امنیت فرهنگی
- امنیت روانی
- امنیت ملی
- امنیت فرامحلی
- امنیت شهری
- امنیت بهداشتی
- امنیت شبکه‌های اینترنتی